# 长苞柿
长苞柿（学名：Diospyros longibracteata）为柿科柿属下的一个种。

## 扩展阅读
- 維基物種上的相關：长苞柿